# Paciano
Paciano ist eine italienische Gemeinde mit 940 Einwohnern (Stand 31. Dezember 2023) in der Provinz Perugia in der Region Umbrien und ist Mitglied der Vereinigung I borghi più belli d’Italia (Die schönsten Orte Italiens).

## Geografie
Die Gemeinde liegt etwa 30 km südwestlich von Perugia am Monte Petrarvella. Sie ist Teil der Gemeinschaften Città dell’Olio, I borghi più belli d’Italia (Die schönsten Orte Italiens) und der Comunità montana Trasimeno Medio Tevere und liegt in der klimatischen Einordnung italienischer Gemeinden in der Zone E, 2187 GR/G.
Die Nachbargemeinden sind Castiglione del Lago, Città della Pieve, Panicale und Piegaro.

## Geschichte
Die Burg Castello di Paciano wurde erstmals 917 in einem Dokument von Berengar I. erwähnt und lag im ältesten Teil des Ortes oberhalb der heutigen Gemeinde. Der neuere Teil des Ortes entstand um das Jahr 1300. Er wurde Castro Pacciani Novi genannt und stand unter der Herrschaft von Chiusi. Ab der Mitte des 13. Jahrhunderts wurde der Ort von Perugia beherrscht. 1313 stand die Gemeinde im Krieg mit Todi. 1416 unterwarf sich Paciano dem Braccio da Montone. Nach der Vertreibung der Familie Oddi durch die Baglioni 1489 wurde der Ort erneut von Perugia eingenommen und fiel damit in den Machtbereich des Kirchenstaates. 
1643 wurde Paciano von Matteo de’ Medici, einem Sohn von Cosimo II. de’ Medici, eingenommen, ging aber kurz darauf zurück an den Kirchenstaat. Dieser erklärte 1672 durch Papst Clemens X. den Ort zur Grafschaft. 1798 löste sich der Ort für ein Jahr vom Kirchenstaat und trat der Römischen Republik bei. Durch die Napoleonische Besatzung 1809 wurde Paciano wieder vom Kirchenstaat getrennt. Diese Trennung hielt bis 1816, als der Ort, diesmal unabhängig von Panicale, wieder dem Kirchenstaat zugeteilt wurde und dort bis zur Einheit Italiens 1860 verblieb.

## Sehenswürdigkeiten
- Chiesa di San Carlo Borromeo, mindestens seit 1612 existierende Kirche mit Portal aus dem 17. Jahrhundert, 1802 restauriert.
- Chiesa di San Giuseppe aus dem 11. Jahrhundert, auch Chiesa dentro genannt. Enthält das Fahnenbild Madonna della Misericordia, auch Madonna delle Grazie genannt, von Benedetto Bonfigli, ca. 1480 entstanden.
- Chiesa di San Salvatore del Ceraseto, außerhalb der Stadtmauern.
- Chiesa di Santa Maria Assunta in cielo, kurz außerhalb der Stadtmauern.
- Confraternita del SS. Sacramento mit der Kunstsammlung Raccolta d’Arte di San Giuseppe.
- Convento di Sant’Antonio, 1490 durch die Franziskaner gegründetes Kloster kurz außerhalb von Paciano Vecchio, enthielt ein Bild des Paciano-Meisters, das 1872 in die Nationalgalerie von Umbrien in Perugia verbracht wurde.
- Palazzo Cennini, Gebäude aus dem späten 16. Jahrhundert.
- Santuario della Madonna della Stella, von 1572 bis 1579 errichtetes Sanktuarium kurz außerhalb der Stadtmauern. Enthält Fresken von Scilla Pecennini aus dem 16. Jahrhundert.
- Stadttore Porta Fiorentina und Porta Rastrella aus dem 13. Jahrhundert. Das dritte Stadttor Porta Perugina ist jüngeren Datums.
- Torre d’Orlando, Turm im ältesten Teil des Ortes.

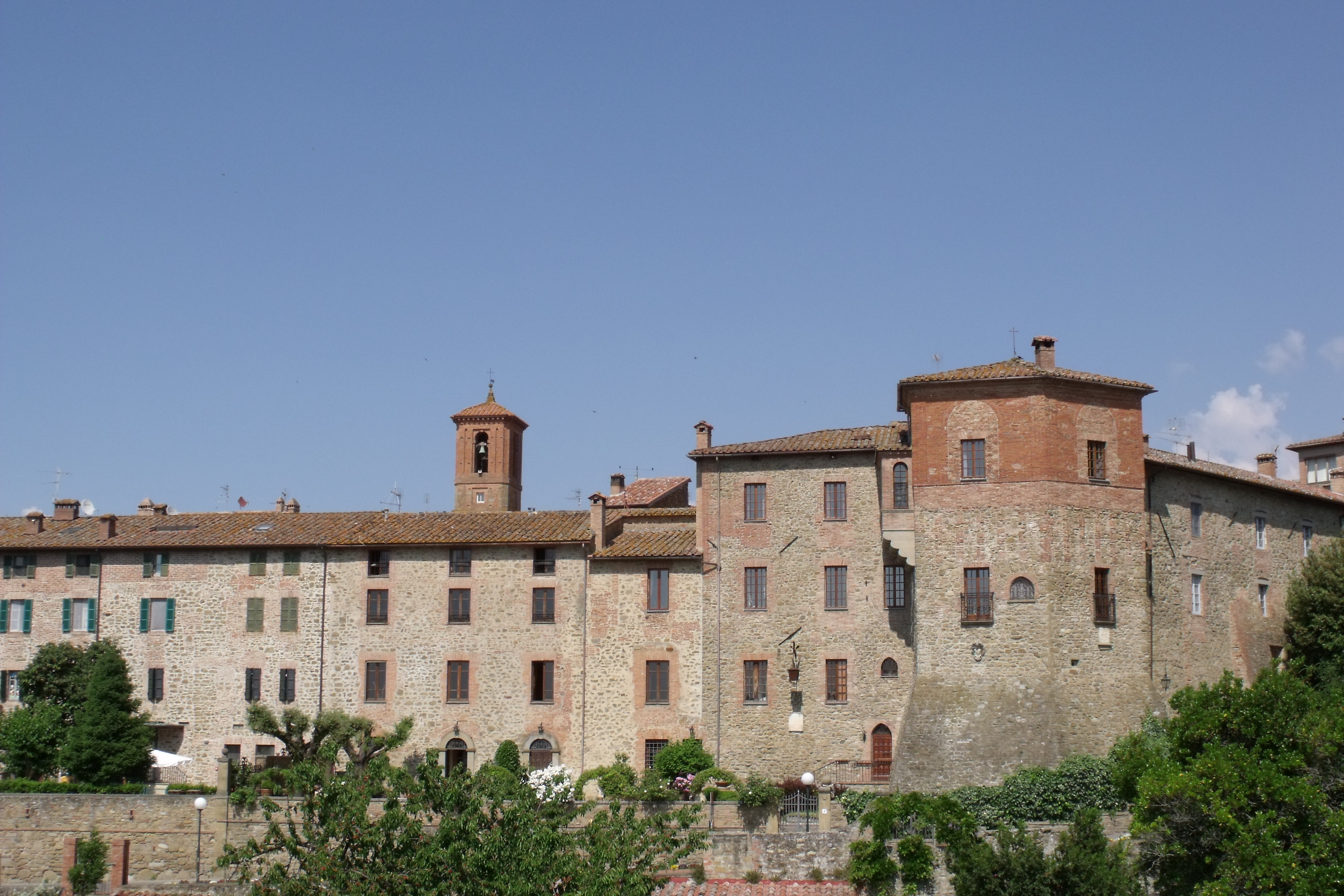
Stadtmauer und Uhrturm
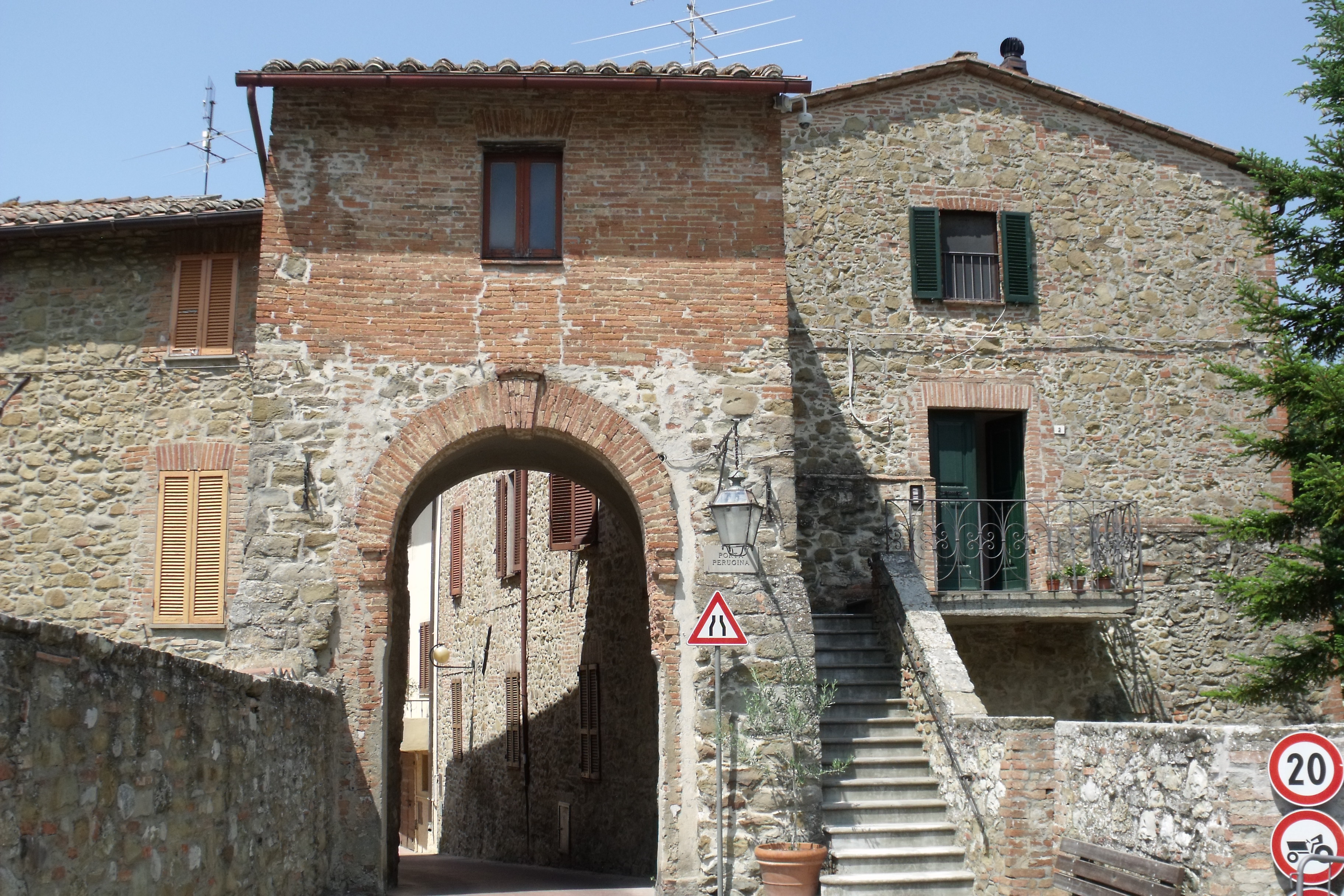
Das Stadttor Porta Perugina
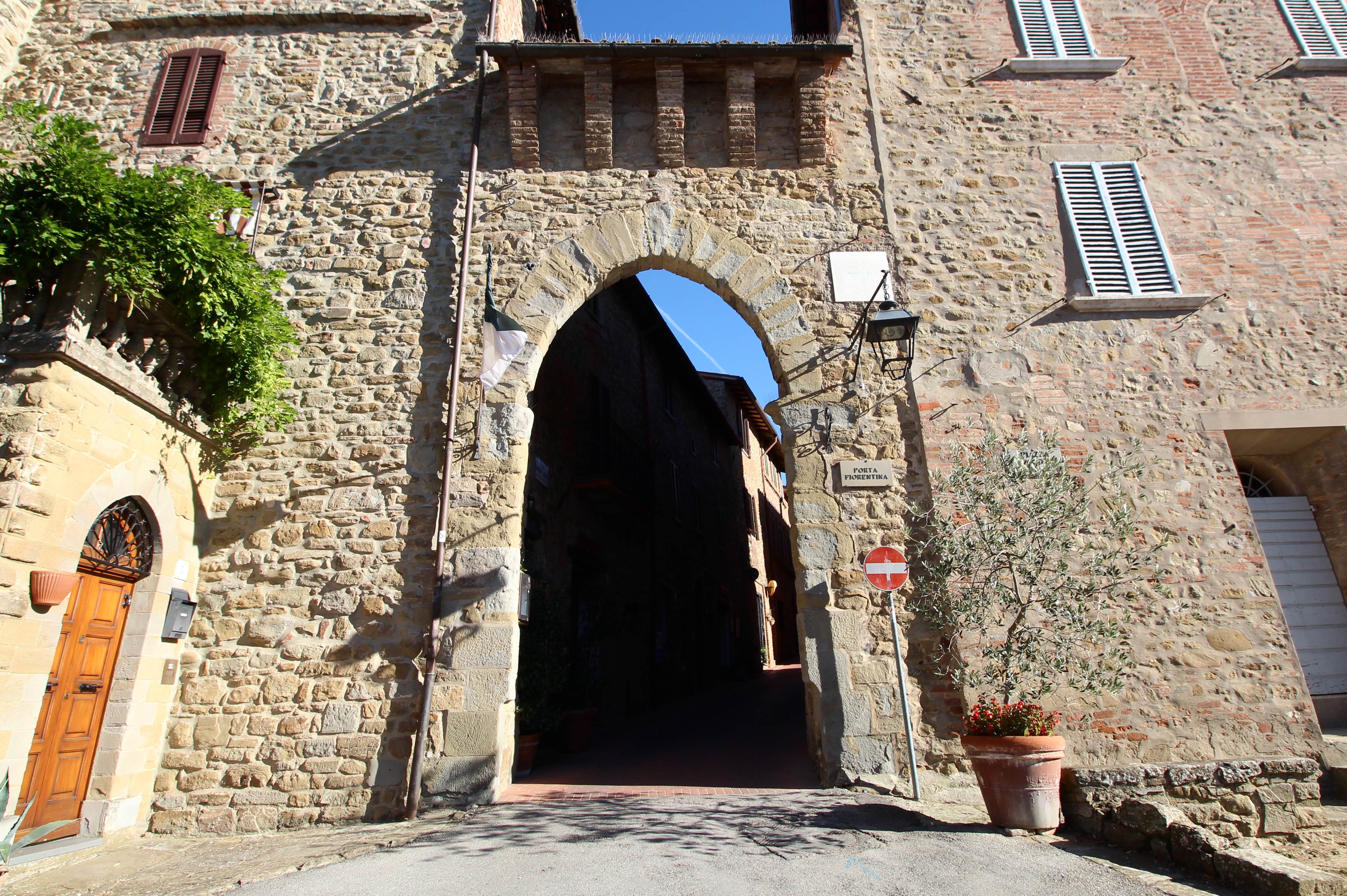
Das Stadttor Porta Fiorentina
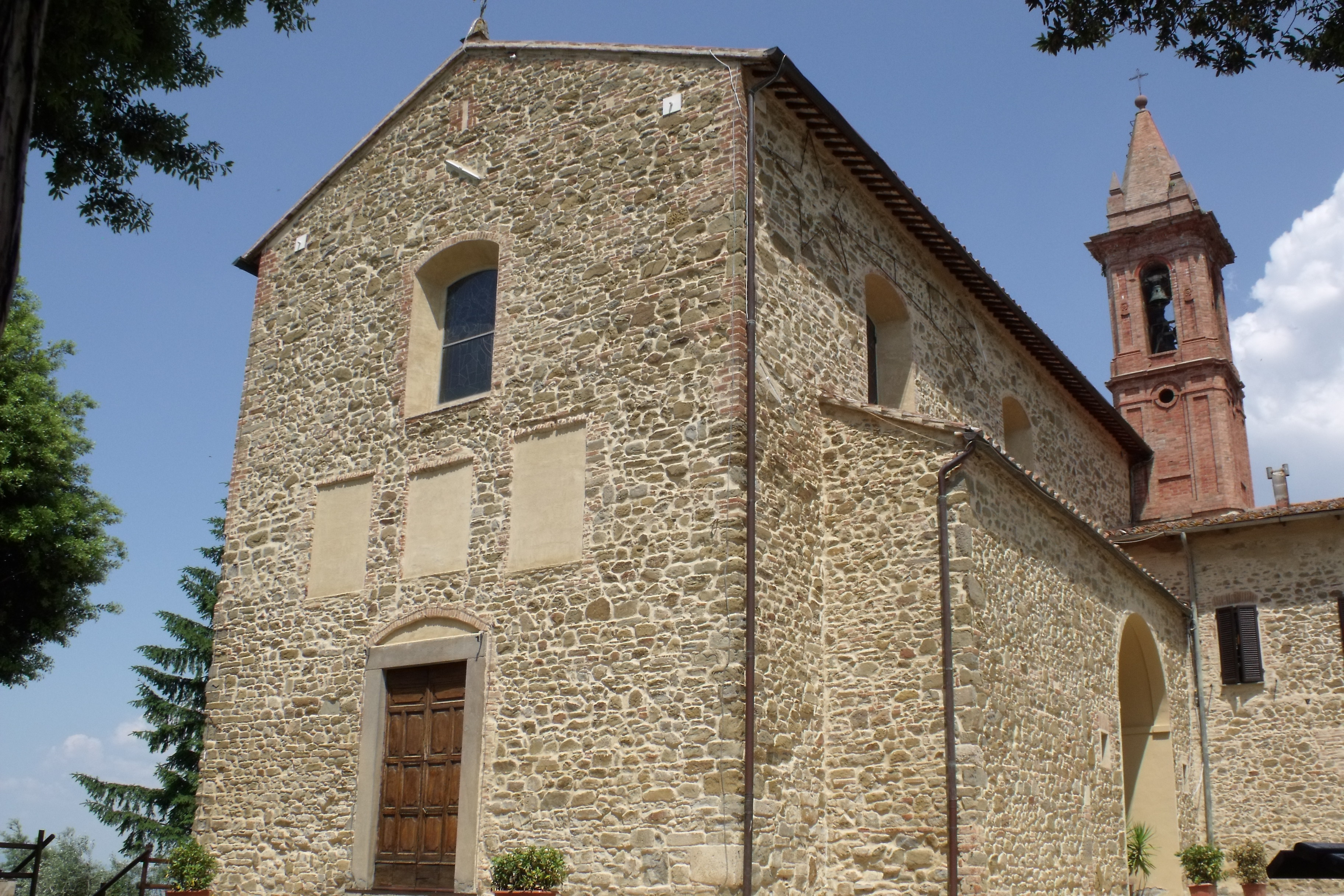
Chiesa di Santa Maria Assunta, nahe der Porta Fiorentina
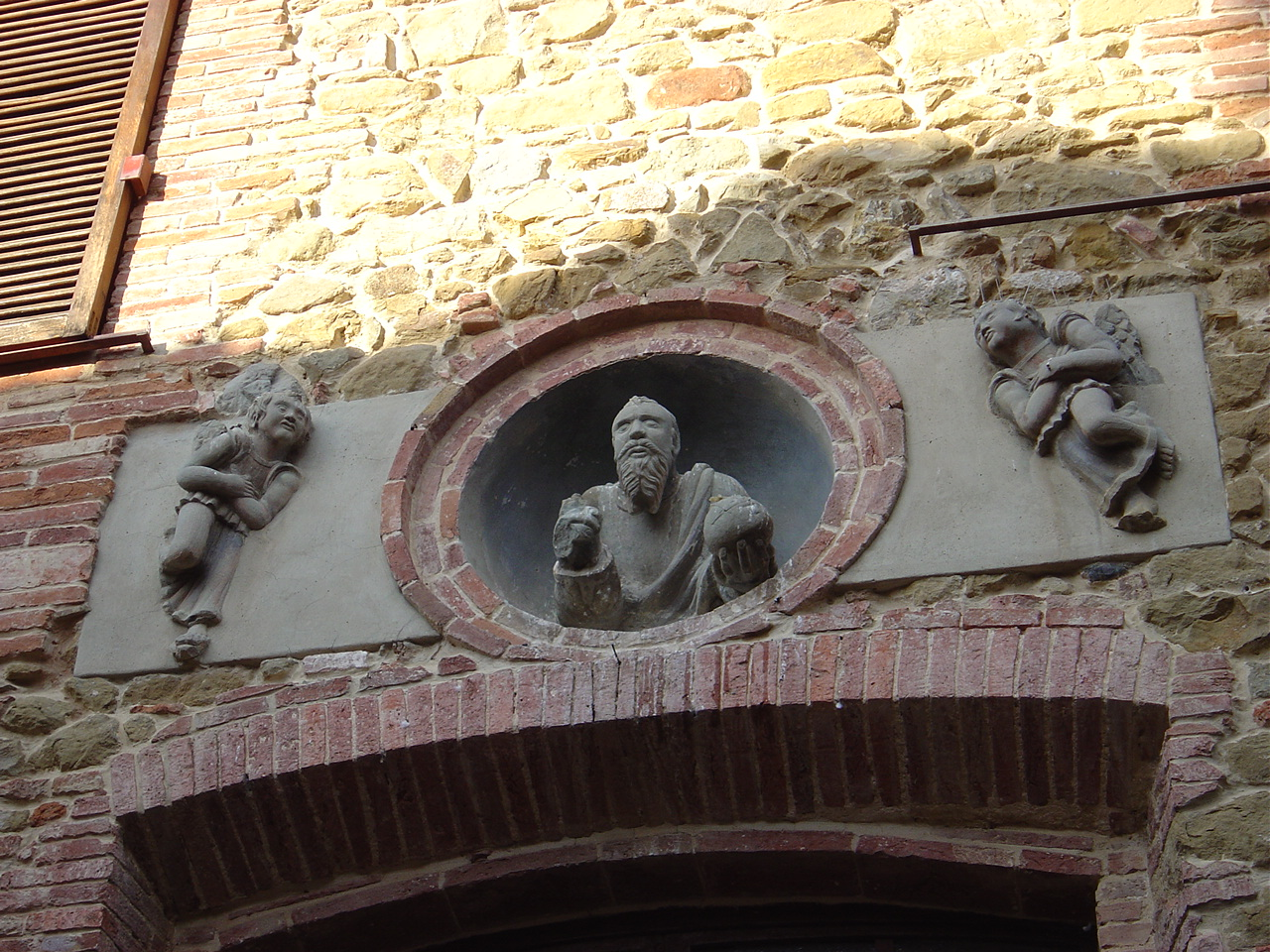
Detail der Kirche Chiesa di San Giuseppe
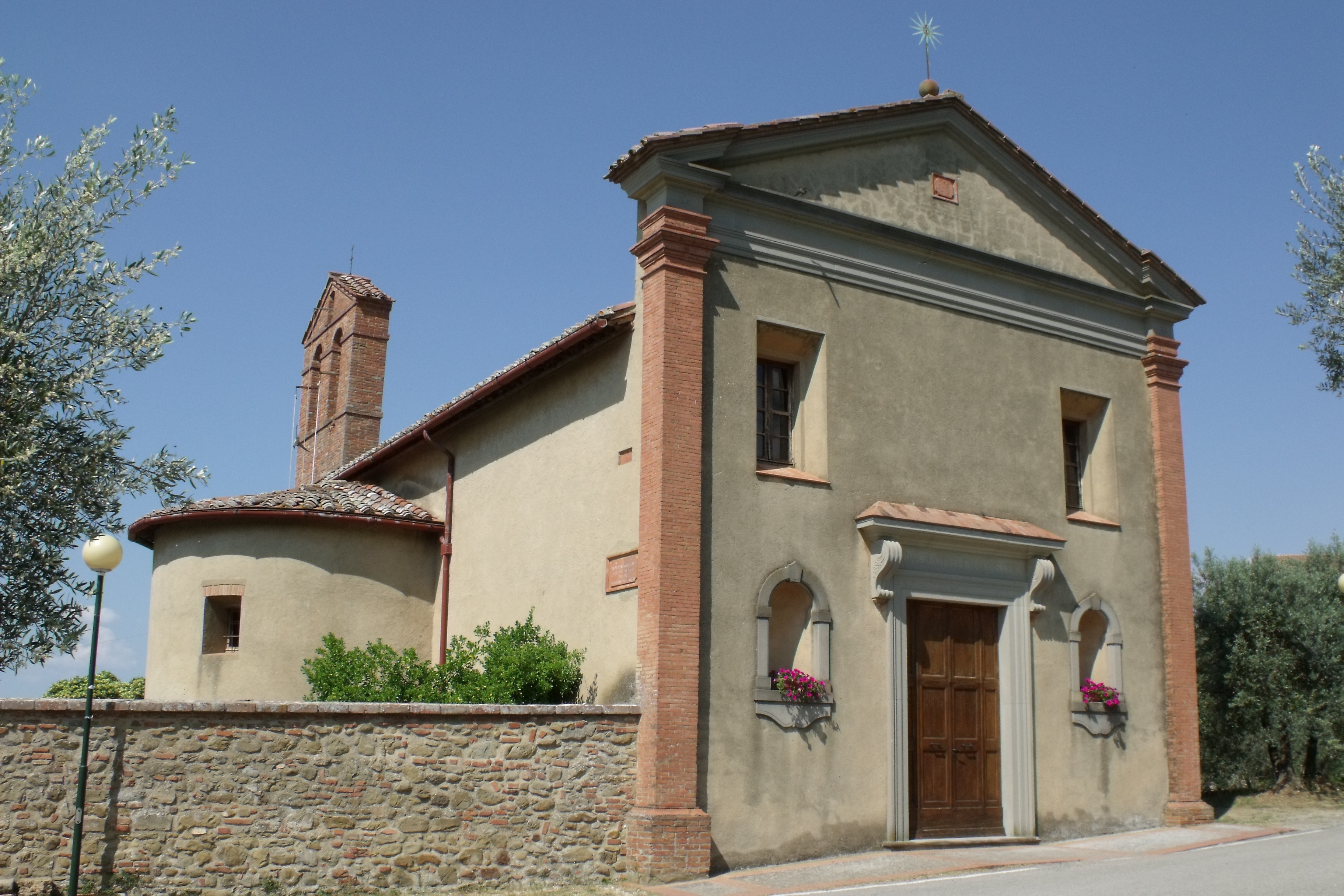
Das Santuario della Madonna della Stella

## Gemeindepartnerschaften
- Fontaines, Département Yonne, Frankreich, seit 1996
- Mosman, Mosman Municipality, Australien, seit 1998